# L'affare Beckett
L'affare Beckett è un film del 1966 diretto da Osvaldo Civirani.

## Trama
Rod Cooper è l'agente della CIA che sta investigando sull'assassinio della signora Beckett, la quale gli doveva passare importanti informazioni su un possibile complotto internazionale. Cooper viene inviato a Parigi e riesce a infiltrarsi nell'organizzazione del colonnello Segura, capo di un'organizzazione clandestina anticastrista.